# Start Otwock
OKS „Start" Otwock – klub sportowy założony w 1924 roku w Otwocku. Męska drużyna piłkarska gra obecnie w B klasie. Powstały w 2014 roku zespół kobiecy występował w III lidze kobiet, ale po zakończeniu sezonu 2016/2017 został rozwiązany. Klub ma również sekcję podnoszenia ciężarów (przez pewien okres działała ona pod nazwą Ekopak Jatne Start Otwock), która zdobyła drużynowe Mistrzostwo Polski w tej dyscyplinie (2006 i 2008). Zawodnikami mistrzowskiego zespołu byli m.in. Szymon Kołecki, Marcin Dołęga, Robert Dołęga i Grzegorz Kleszcz. Istnieje także odnosząca sukcesy sekcja lekkoatletyczna. Należeli do niej m.in. Roman Kwiatkowski, Mateusz Wyszomirski oraz Rafał Korc – brązowy medalista Igrzysk Paraolimpijskich w Londynie, mistrz świata i Europy, rekordzista świata w biegu na 1500 m; a wychowanką klubu jest również mistrzyni Europy w pchnięciu kulą – Paulina Guba. Dawniej funkcjonowały również sekcje tenisa, judo i karate oraz sekcja biegów na orientację, której zawodnicy zdobyli Drużynowe Mistrzostwo Polski w 1979 roku.

## Historia

### Lata 1924 – 1939
W drugiej połowie września 1924 roku z inicjatywy uczniów Miejskiego Gimnazjum Koedukacyjnego w Otwocku powstał Otwocki Klub Sportowy. Początkowo działalność sportowa klubu to działalność tylko drużyny piłkarskiej. Niezarejestrowana jeszcze w WOZPN drużyna OKS-u rozgrywała mecze z drużynami reprezentującymi zbliżony poziom sportowy: "Wisłą" z Miedzeszyna, "Askolą" z Warszawy, "Spartą" (w 1925 r. fuzja ze Startem), "Gwiazdą" z Otwocka i Żydowskim Klubem Sportowym "Hakoah". Po uzyskaniu zgody od starosty powiatowego w 1930 roku Start uczestniczył w rozgrywkach WOZPN. W 1930 roku drużyna OKS-u grała w klasie "C". W 1934 r. awansowała do klasy "B", a w 1937 r. odniosła największy w tamtym okresie sukces awansując do klasy "A" (odpowiednik dzisiejszej III ligi, w 1937 roku w WOZPN powstała bowiem Liga Okręgowa, której mistrz walczył o I Ligę, analogicznie więc z Klasy A można było awansować do Ligi Okręgowej – zaplecza I Ligi /źródło: Robert Gawkowski, Encyklopedia klubów sportowych Warszawy /). Start grał w niej tylko jeden sezon, wracając do Klasy B. Jeszcze przed wojną 14 czerwca 1936 roku oddano do użytku stadion sportowy, który otrzymał imię Józefa Piłsudskiego (dziś nosi imię Tadeusza Ślusarskiego).

### Lata 1939 – 1997
W czasie II wojny światowej, mimo zakazu dotyczącego uprawiania sportu w zrzeszeniach, drużyna uczestniczyła w Konspiracyjnych Rozgrywkach WOZPN. Za jednorazową zgodą okupanta OKS rozegrał jednak mecz z drużyną złożoną z żołnierzy Wehrmachtu. Spotkanie zostało jednak przerwane po awanturze wywołanej ostrym faulem Polaka na Niemcu.
Po zakończeniu wojny klub reaktywował działalność drużyny piłki nożnej (1946 r.) Kolejne lata to trudny okres dla piłkarzy. Brak zainteresowania Federacji "Kolejarz", do której należał klub, powoduje zanikanie sekcji. 19 lutego 1964 r. na Walnym Zgromadzeniu OKS-u zrezygnowano z przynależności do Federacji "Kolejarz" i wstąpiono do Zrzeszenia Sportowego "Start". Dzięki temu nastąpiła renowacja istniejącej już bazy sportowej. W latach 1956–1971 (do czasu przebudowy) stadion Startu mógł pomieścić 10 tys. widzów. Nieprzerwanie działała sekcja piłki nożnej, która z różnym powodzeniem kontynuowała grę na ligowych boiskach.

### Lata 1997 – 2006
W sezonie rozgrywkowym 1997/1998 drużyna OKS-u nie wykorzystała szansy awansu do IV ligi i zajęła 4. miejsce w rozgrywkach. Następne lata to gra ze zmiennym powodzeniem w klasie "A"(1999-2000) i lidze okręgowej (2000-2003). W sezonie 1998/1999 na szczeblu warszawskim OKS zakwalifikował się do ćwierćfinału, gdzie przegrał z Gwardią Warszawa (III liga). Sezon 2003/2004 to gra w V lidze grupa południe (V liga mazowiecka) i zakończenie rozgrywek na 8. miejscu. Nie udało się piłkarzom Startu wywalczyć awansu do IV ligi również w sezonie 2004/2005, mimo iż po rundzie jesiennej zajmowali 2. miejsce w lidze. Słabo rozpoczęta wiosna przyczyniła się do zajęcia 5. miejsca w lidze na koniec sezonu. Sezon 2005/2006 to następny rok w V lidze. Rundę jesienną otwocczanie zakończyli na pierwszym miejscu. Niestety po raz kolejny słabiej spisywali się wiosną. Nastąpiła zmiana trenera i powoli drużyna OKS-u zaczęła odnosić sukcesy. Awans nie był pewny jednak do samego końca – zdecydował o nim mecz z Koroną Góra Kalwaria. Ostatecznie po skromnie wygranym meczu (1:0) awans do IV ligi stał się faktem.

### Lata 2007 – 2010
Nadejście sezonu 2006/2007 było początkiem największych sukcesów w historii OKS-u. Do klubu trafił trener Cezary Moleda (były szkoleniowiec m.in. Polonii Warszawa), który sprowadził do klubu takich piłkarzy jak: Dariusz Dźwigała, Igor Gołaszewski, Jarosław Mazurkiewicz czy Adam Warszawski.
W sezonie 2006/2007 OKS w rozgrywanym w Otwocku finale rozgrywek Pucharu Polski na szczeblu regionalnym uległ Zniczowi Pruszków po rzutach karnych 4:3 (w regulaminowym czasie było 2:2 po golach Adama Warszawskiego i Christiana Okafora-Agu dla Startu oraz Roberta Lewandowskiego i Igora Lewczuka dla Znicza) jednocześnie awansując do szczebla centralnego. W rundzie wstępnej pokonał Orlęta Radzyń Podlaski 3:2 i awansował do I rundy Pucharu Polski. Następnie sensacyjnie pokonał pierwszoligową Polonię Bytom w doliczonym czasie 2:1. W rezultacie awansował do 1/16 finału, gdzie przegrał 0:1 z Łódzkim Klubem Sportowym. 26 grudnia nowym trenerem klubu został Dariusz Dźwigała.
W sezonie 2007/2008 po wygraniu IV ligi mazowieckiej (królem strzelców rozgrywek został napastnik Startu Nigeryjczyk Christian Okafor-Agu) i późniejszym zwycięstwie w barażach nad Stalą Niewiadów (1:2 i 2:0) zespół awansował do nowej II ligi (grupa wschodnia). Przez początkową część sezonu zespół utrzymywał pozycję lidera, jednak po rundzie jesiennej zajmował trzecie miejsce. W rundzie wiosennej ekipa Dariusza Dźwigały utrzymała tę lokatę i zakwalifikowała się do barażów o awans do I ligi. Zmierzyła się w nich z drużyną GKS-u Jastrzębie. W pierwszym meczu Start zremisował u siebie 1:1 z gośćmi ze Śląska. W drugim przegrał jednak na wyjeździe 0:1 i nie osiągnął promocji do wyższej klasy rozgrywkowej.
W sezonie 2009/2010 OKS awansował aż do 1/8 finału Pucharu Polski. Najpierw w rundzie przedwstępnej Start pokonał na wyjeździe po dogrywce Stal Poniatowa 4:3. Potem w rundzie wstępnej zwyciężył lokalnego rywala Mazur Karczew 1:0 (także grając na wyjeździe). 26 sierpnia 2009 w 1/32 finału Remes Pucharu Polski Start pokonał w Otwocku Podbeskidzie Bielsko-Biała 2:1 po golach Wojciecha Wociala oraz byłego piłkarza bielszczan Christiana Luke Uzomy. W następnej rundzie Start trafił na Łódzki KS. Dzięki bramkom Nerijusa Radžiusa (samobójczej), Adama Warszawskiego (z ok. 35 metrów) i Piotra Sobótki OKS wygrał z klubem z Łodzi 3:2. Oznaczało to awans do 1/8 finału Pucharu Polski, a więc największy sukces w historii klubu. 6 października 2009 po losowaniu par 1/8 finału okazało się, iż w następnej rundzie przeciwnikiem otwocczan będzie Ruch Chorzów. 28 października Start przegrał z „Niebieskimi” 0:1 i odpadł z dalszych rozgrywek. Mecz z Ruchem był pierwszym w historii Otwocka, z którego transmisję na żywo przeprowadziła telewizja (była nią TVP Sport). Również w lidze piłkarze klubu grali bardzo dobrze. Do ostatniej kolejki mieli szansę na awans do I ligi. Jednakże remis z Kolejarzem Stróże spowodował, że piłkarze Dariusza Dźwigały zakończyli sezon na piątej pozycji. Sezon 2010/2011 nie ułożył się po myśli piłkarzy Startu. W rundzie rewanżowej zespół wygrał zaledwie jedno spotkanie i zajął ostatnią pozycję w tabeli na koniec rozgrywek, co skutkowało spadkiem do III ligi, a z posadą szkoleniowca pożegnał się Dariusz Dźwigała.

### Od 2011
Latem 2011 drużynę objął Marcin Rzeszotek, a kadrę pierwszego zespołu stanowili w znacznej części młodzi piłkarze, grający wcześniej w zespole rezerw. W sezonie 2011/2012 Start występował w III lidze. 19 sierpnia 2011 roku tragicznie, w wieku 31 lat zmarł trener otwocczan Marcin Rzeszotek. Schedę po nim przejął Jacek Cyzio, ale zespół pod jego wodzą spisywał się tak słabo, że na koniec roku znalazł się w strefie spadkowej i zarząd podjął decyzję o zmianie szkoleniowca. Nowym opiekunem Startu został Maciej Kędziorek. Zespół pod jego wodzą fantastycznie rozpoczął rundę wiosenną. Pierwsze cztery mecze w 2012 roku piłkarze Startu rozstrzygnęli na swoją korzyść i szybko wydostali się ze strefy spadkowej, do której nie powrócili już nawet na chwilę. Ostatecznie sezon zakończyli na szóstym miejscu zdobywając 43 punkty. Kolejne rozgrywki nie były dla podopiecznych Macieja Kędziorka zbyt udane, gdyż zakończyli je dopiero na dwunastej pozycji. 9 września 2013 nowym szkoleniowcem piłkarzy Startu został Marek Końko, pod którego wodzą zespół zajął dziewiątą lokatę w tabeli. Po zakończeniu rundy jesiennej sezonu 2014/2015 Końko zastąpił Dariusza Dźwigałę na stanowisku szkoleniowca Polonii Warszawa. Grającym trenerem Startu został Bartosz Bobrowski. Otwocczanie zajęli przedostatnie miejsce w tabeli, jednak wobec wycofania się z rozgrywek Pogoni II Siedlce oraz nieprzyznaniu licencji WKS-owi Wieluń i Omedze Kleszczów, utrzymali się w lidze.
Kolejny sezon zakończył się upadkiem klubu. Na początku października trenera Bartosza Bobrowskiego zastąpił Piotr Zasada, który z końcem rundy jesiennej zrezygnował z pracy w Starcie z powodów osobistych. Klub w tym czasie borykał się z problemami finansowymi i długo nie wiadomo było, czy przystąpi do rundy wiosennej III ligi. Otwocka Rada Miasta nie przyznała klubowi dofinansowania na sport zawodowy, a jedynie wsparcie finansowe dla drużyn młodzieżowych. Mimo tego, drużyna wznowiła rozgrywki. Od wiosny 2016 Start prowadzony był przez Anetę Gójską i Dawida Bułkę.
W sezonie 2016/2017 Start grał w IV lidze seniorów, w grupie południowej. Zespół prowadził Michał Słupski. W rundzie jesiennej drużyna z Otwocka wygrała na wyjeździe 2:0 z LKS-em Promna. Pozostałe 16 spotkań żółto-czarni przegrali, a mecz z Błonianką Błonie oddali walkowerem. Przed rundą wiosenną klub wycofał się z rozgrywek, a jego wyniki zostały anulowane.
Seniorska drużyna ponownie została zgłoszona do rozgrywek w kolejnym sezonie. Udział w A klasie był spadkiem do najniższej ligi w historii klubu. Otwocki zespół nigdy wcześniej nie występował na siódmym poziomie rozgrywkowym. Od 2016 roku drużynę prowadził Michał Słupski, którego przed sezonem 2019/2020 zastąpił Piotr Okoński.
W kwietniu 2023 roku drużyna seniorska została wycofana z rozgrywek ligi okręgowej. W efekcie do dymisji podał się szkoleniowiec Michał Słupski. W sezonie 2023/2024 drużyna będzie występować w B-klasie. Trenerem ekipy został Michał Suski, a trenerem koordynatorem Jerzy Podbrożny.

### Historia w XXI wieku sezon po sezonie
| Sezon   | Liga                                  | Miejsce | Uwagi          |
| ------- | ------------------------------------- | ------- | -------------- |
| 2001/02 | Liga okręgowa (grupa Siedlce)         | 4.      |                |
| 2002/03 | Liga okręgowa (grupa Siedlce)         | 1.      | awans          |
| 2003/04 | V liga (grupa mazowiecka: południe)   | 8.      |                |
| 2004/05 | V liga (grupa mazowiecka: południe)   | 5.      |                |
| 2005/06 | V liga (grupa mazowiecka: południe)   | 1.      | awans          |
| 2006/07 | IV liga (grupa mazowiecka)            | 7.      |                |
| 2007/08 | IV liga (grupa mazowiecka)            | 1.      | awans          |
| 2008/09 | II liga (grupa wschodnia)             | 3.      | baraż o I ligę |
| 2009/10 | II liga (grupa wschodnia)             | 5.      |                |
| 2010/11 | II liga (grupa wschodnia)             | 18.     | spadek         |
| 2011/12 | III liga (grupa łódzko-mazowiecka)    | 6.      |                |
| 2012/13 | III liga (grupa łódzko-mazowiecka)    | 12.     |                |
| 2013/14 | III liga (grupa łódzko-mazowiecka)    | 9.      |                |
| 2014/15 | III liga (grupa łódzko-mazowiecka)    | 17.     |                |
| 2015/16 | III liga (grupa łódzko-mazowiecka)    | 17.     | spadek         |
| 2016/17 | IV liga (grupa mazowiecka południowa) | [ a ]   | spadek         |
| 2017/18 | A klasa (grupa warszawska II)         | 5.      |                |
| 2018/19 | A klasa (grupa warszawska II)         | 10.     |                |
| 2019/20 | A klasa (grupa warszawska II)         | 1.      | awans          |
| 2020/21 | Klasa okręgowa (grupa warszawska I)   | 7.      |                |
| 2021/22 | Klasa okręgowa (grupa warszawska I)   | 5.      |                |
| 2022/23 | Klasa okręgowa (grupa warszawska I)   | 16.     | spadek         |
| 2023/24 | B klasa (grupa warszawska II)         | 11.     |                |
| 2024/25 | B klasa (grupa warszawska II)         | 1.      | awans          |

## Znani wychowankowie klubu
- Jan Gawroński (w OKS-ie 1948-51) – piłkarz, występował również w Gwardii Warszawa i reprezentacji Polski (trzy mecze i jeden gol). W barwach Gwardii zdobył trzy bramki w Pucharze Europy.
- Janusz Żmijewski (w OKS-ie 1955-60) – piłkarz, występował również m.in. w Legii Warszawa (300 oficjalnych meczów i 80 goli[35]) i Ruchu Chorzów oraz reprezentacji Polski (15 meczów i siedem goli), w 1961 roku z reprezentacją Polski został wicemistrzem Europy juniorów.
- Tomasz Cymerman (w OKS-ie 1994-96, 1997, 2003-05) – piłkarz, grał m.in. w Legii Warszawa (bez debiutu w ekstraklasie).
- Michał Zapaśnik (w OKS-ie do 2006, w 2012 i od 2019) – piłkarz, grał m.in. Zagłębia Lubin (jeden mecz w ekstraklasie) i Polonii Warszawa. Kilkunastokrotnie zagrał w młodzieżowych reprezentacjach kraju.
- Paulina Guba (w OKS-ie do 2017) – lekkoatletka, mistrzyni Europy w pchnięciu kulą (Berlin 2018), wojskowa mistrzyni świata (Wuhan 2019), dziewięciokrotna mistrzyni Polski.
- Zbigniew Jasiukiewicz (w OKS-ie 1965-1966) – lekkoatleta (specjalista od skoku w dal) i siatkarz, reprezentował Polskę w obu dyscyplinach, został srebrnym (Belgrad 1975) i brązowym medalistą mistrzostw Europy w siatkówce (Stambuł 1967), olimpijczyk z Meksyku 1968.
- Rafał Korc (w OKS-ie od 2000) – lekkoatleta, brązowy medalista igrzysk paraolimpijskich w biegu na 1500 metrów (Londyn 2012), pięciokrotny mistrz świata w biegach na 800 i 1500 metrów (Tunis 2003, Canberra 2005 i Imperia 2011), rekordzista świata w biegu na 1500 metrów.